# Arracacia purpusii
Arracacia purpusii là một loài thực vật có hoa trong họ Hoa tán. Loài này được Rose mô tả khoa học đầu tiên năm 1909.